# Кайрови
Кайровите (Alcidae) са семейство птици от разред Дъждосвирцоподобни (Charadriiformes). Размерите им варират от 15 cm при тегло 85 гр. за Aethia pusilla до 45 cm при тегло около 1 кг за Uria lomvia. Те са добри плувци и гмуркачи, но ходенето им изглежда тромаво. Поради късите си криле, за да летят кайровите трябва да пляскат много бързо с тях.
На външен вид кайровите са подобни на пингвините – оцветени са в черно и бяло, имат изправена поза и притежават някои от техните навици. Въпреки това те нямат тясна свързаност с пингвините.
Кайровите живеят в открито море, като отиват на брега единствено по време на размножителния период.
Най-ранните фосили на Кайри са от късния еоцен, преди около 35 млн. години.

## Класификация
Семейство Кайрови
- Род †Miocepphus
- Подсемейство Alcinae Leach, 1820
  - Триб Alcini
    - Род †Pinguinus Bonnaterre, 1791
    - Род Кайри (Uria) Brisson, 1760
    - Род Alle Link, 1806
    - Род Гагарки (Alca) Linnaeus, 1758

  - Триб Synthliboramphini
    - Род Synthliboramphus Brandt, 1837

  - Триб Cepphini
    - Род Cepphus Pallas, 1769

  - Триб Brachyramphini
    - Род Brachyramphus Brandt, 1837
- Подсемейство Fraterculinae Strauch, 1985
  - Триб Aethiini
    - Род Ptychoramphus Brandt, 1837
    - Род Aethia Merrem, 1788, Конюги

  - Триб Fraterculini
    - Род Носорогови кайри (Cerorhinca) Bonaparte, 1828
    - Род Тъпоклюни кайри (Fratercula) Brisson, 1760